# Résolution 668 du Conseil de sécurité des Nations unies
Membres permanents
- Chine
- États-Unis
- France
- Royaume-Uni
- URSS

Membres non permanents
- Canada
- Côte d'Ivoire
- Colombie
- Cuba
- Éthiopie
- Finlande
- Malaisie
- Roumanie
- Yémen
- Zaïre

Résolution no 667 Résolution no 669
La Résolution 668 du Conseil de sécurité des Nations unies fut adoptée à l'unanimité le 20 septembre 1990. Après avoir pris note des discussions et des efforts politiques en cours concernant une situation pacifique juste et durable au Cambodge, le Conseil a approuvé le cadre politique qui permettrait au peuple cambodgien d'exercer son droit à disposer de lui-même par le biais d'élections organisées par l'ONU.
Le Conseil a examiné la question du Cambodge et de l'occupation du pays par les troupes vietnamiennes depuis près d'une décennie, mais le Conseil n'a pas pu agir faute d'accord entre ses membres permanents. Au lieu de cela, le sujet a été abordé par l'Assemblée générale. Après la chute des Khmers rouges en 1979, le Viêt Nam a installé un gouvernement fantoche (soutenu également par l'Union Soviétique), auquel se sont opposés plusieurs groupes dans le pays, dont le Front national uni pour un Cambodge indépendant, neutre, pacifique et coopératif, le Front de libération du peuple khmer et le Parti du Kampuchéa démocratique. Des représentants de chaque partie se sont réunis pour la Conférence de Paris en 1989, mais aucun accord n'a été trouvé.
Après la chute des régimes communistes en Europe, la conférence sino-vietnamienne de Chengdu de septembre 1990 a favorisé le dialogue des 13 membres proposé par Pékin au lieu de la solution de dialogue à 12 membres proposée par Hanoi. À la suite de discussions en Indonésie et au Japon en octobre 1990, les parties sont convenues d'un plan dans lequel elles seraient guidées par certains principes afin de résoudre le problème cambodgien. Le Conseil de sécurité, dans la résolution 668, a reconnu et salué l'accord.
La résolution a ensuite salué la création d'un Conseil national suprême comme source d'autorité tout au long de la période de transition. Le Conseil a également demandé aux autres pays et au Secrétaire général de continuer à contribuer au maintien de la paix. Une décision de l'Assemblée générale ratifiant le processus de paix a également été approuvée dans la résolution 45/3 du 15 octobre 1990.